# Brazilský teriér
Brazilský teriér (anglicky: Brazilian Terrier) je středně velké brazilské psí plemeno, využívané jako společenské nebo lovecké. V Evropě se příliš nevyskytuje, přesto jej Mezinárodní kynologická federace (FCI) uznává a řadí jej do skupiny teriéři, do sekce velcí a střední teriéři. Číslo oficiálního standardu je 341 a oficiální používaná zkratka je BRA.

## Historie

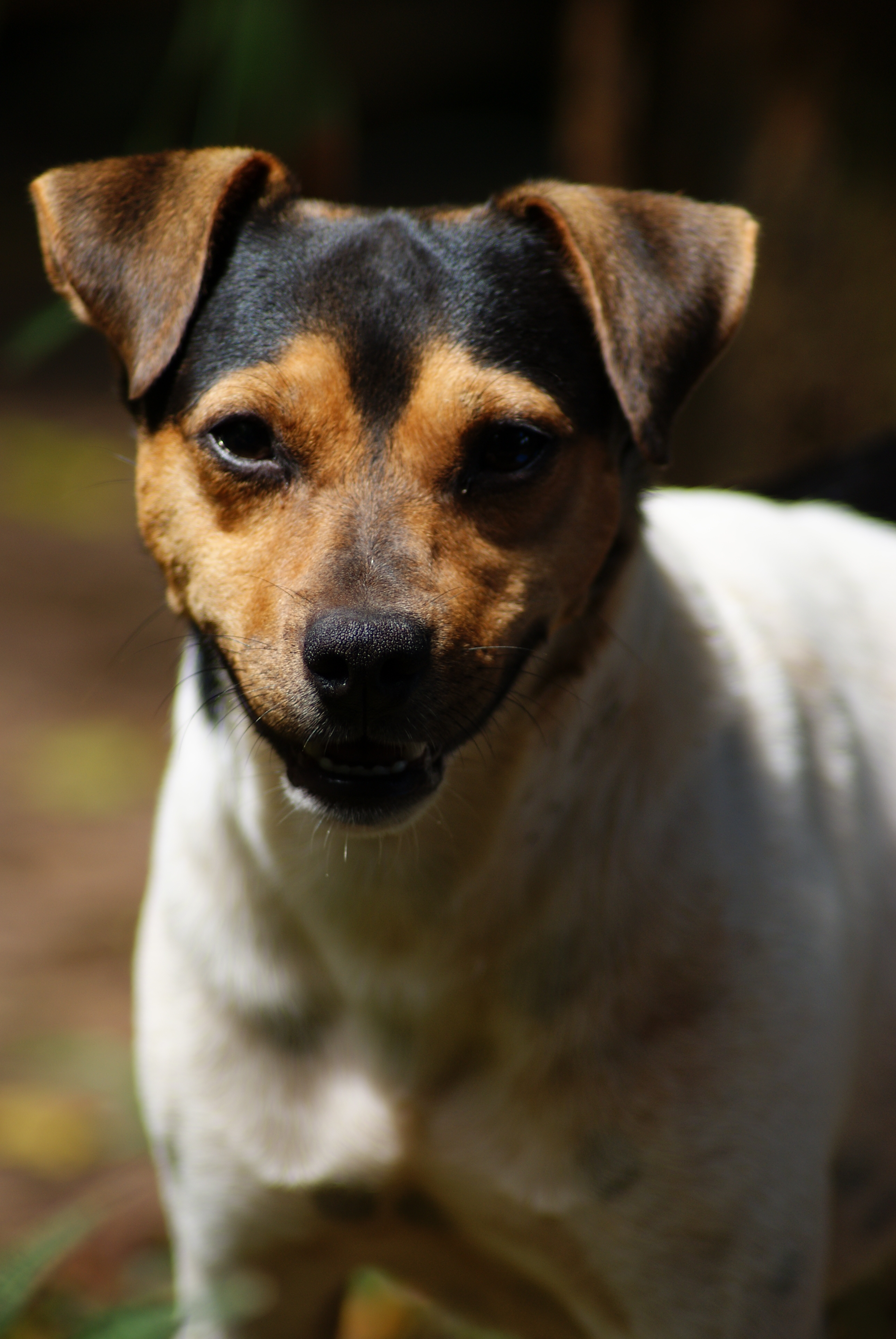

Historie brazilského teriéra není příliš bohatá, už proto, že plemeno vzniklo na začátku 20. století a ještě není příliš rozšířené ve světě. Jeho předci jsou místní brazilští psi a jedinci importovaní z Evropy. Tito importovaní psi pocházeli především z Anglie a Francie a do Brazílie se dostali na začátku 20. století. Pravděpodobně se jednalo o psy plemen hladkosrstý foxteriér a Jack Russell teriér. Toto křížení bylo přirozené, lidé do něj nijak nezasahovali. Výslední kříženci se přirozenou cestou, tedy se svými majiteli, dostávali do Evropy. Přesto se největší populace těchto psů vyskytovala ve městě Sao Paulo a v jeho blízkém okolí.

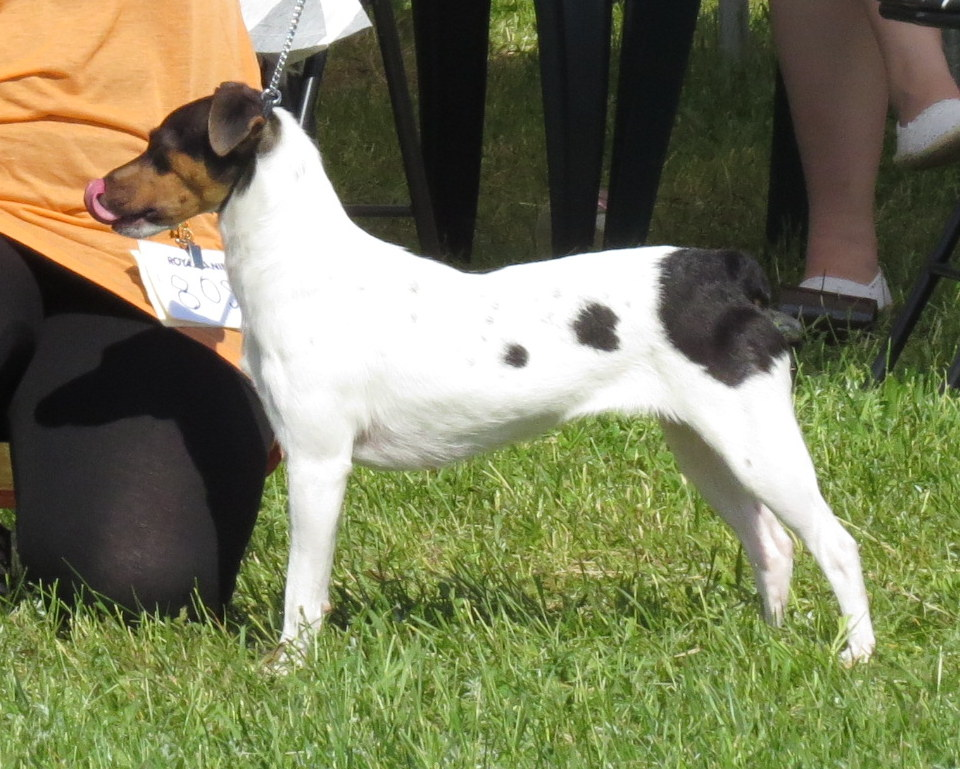

Standard byl sepsán roku 1920 a první pokusy o uznání FCI přišly v roce 1950, tedy až o 30 let později. To ale přišlo až v roce 1964. A přestože se očekávalo, že uznání plemene chovu pomůže, bylo tomu právě naopak a proto byl chov brazilského teriéra oficiálně v roce 1973 ukončen. Dále sice pokračoval "tajný" chov, kdy si chovatelé vedli vlastní záznamy, ale plemeno i nadále upadalo. V roce 1981 vznikl klub pro chovatele a příznivce brazilských teriérů "Clube de Fox Paulistinha". Opět přišly první žádosti o uznání plemene a oficiální znovuotevření plemenné knihy. K obnovení spolupráce s Kennel Clubem a zároveň k registraci rodokmenů došlo až v roce 1985. O deset let později byl brazilský teriér prozatímně uznán, úplně uznání přišlo v roce 2006.

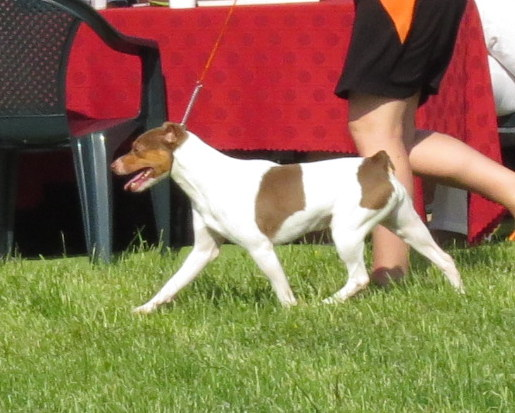

V současné době je toto psí plemeno velmi populární ve své rodné zemi, ale v Evropě se vyskytuje jen poskrovnu, například na Slovensku neexistuje žádná chovatelská stanice. V Česku je jedna (v září 2015). Využívá se jako pes společenský i jako mrštný krysař. Poměrně kvalitní chov ale má Rakousko, kde žije jedna z největších propagátorek plemene; Angelika Purkhauserová.

## Povaha
Povahově je brazilský teriér skutečným teriérem; je sebevědomý, laskavý, ostražitý a loajální vůči majiteli nebo jeho rodině. Je tvrdohlavý, schopný sám pracovat a ke svým majitelům si postupem času vytváří hluboký vztah, změny nebo odloučení snáší těžce. Je bystrý, mrštný a inteligentní, proto se lehce cvičí, i když se kvůli tvrdohlavosti musí občas "podplácet" pamlsky. Jsou to psi energičtí, kteří potřebují dostatek pohybu i zaměstnání po celý den, Má vyvinutý lovecký pud, obzvláště co se týče malých hlodavců. Jinak si ale nenechá ujít ani pronásledování větších lesních zvířat. Je vhodným rodinným psem, protože dobře vychází s dětmi a při soužití od mladého věku se dobře snáší i s jinými psy. Naopak vůči cizím psům se může chovat dominantně. Hodí se pro majitele, který mu umí dát dostatečně najevo, kde je jeho pozice. Rád hrabe a přestože brazilský teriér neimponuje velikostí, je to dobrý hlídač, který na každého kolemjdoucího dostatečně hlasitě upozorní, a pokud rozpozná nebezpečí, je schopný svoji rodinu bránit až do krve.

## Chov
Nehodí se pro celoroční pobyt venku, protože jejich srst příliš dobře neizoluje. Můžou žít i v malém městském bytě. Potřebuje hodně pohybu, aby si vybil přebytek energie. Pokud nemá dostatek zaměstnání, může dělat neplechu, třeba jeho oblíbenou činnost — hrabání.
Srst není náročná na péči. Má podsadu, to znamená, že srst se obměňuje 2x ročně (na jaře a na podzim) a v tomto období je nutné věnovat jí zvýšenou péči v podobě vyčesávání každý den. Mimo toto období stačí srst vyčesat jednou za tři dny. Brazilský teriér není vhodný pro alergiky, protože líná velmi extrémně.
Ocas se běžně kupíruje, ale není to podmínka. Uši se nekupírují, už kvůli tomu, že je to v Česku zákonem zakázané.